# 布埃納維斯塔 (巴拉圭)
布埃納維斯塔（西班牙語：Buena Vista），是巴拉圭的城鎮，位於該國東南部，由卡薩帕省負責管轄，始建於1945年6月25日，距離亞松森278公里，面積126平方公里，海拔高度138米，2002年人口5,934，人口密度每平方公里43人。